# Damien Hirst
Damien Steven Hirst (født 7. juni 1965 i Bristol) er en engelsk kunstner og det mest prominente medlem af konceptkunstnersammenslutningen Young British Artists, der dominerede Storbritanniens kunstscene i 1990'erne. 
Hirst er uddannet fra Goldsmith's College i London i 1989 og blev kendt i 1990'erne efter at den berømte kunstsamler Charles Saatchi havde erhvervet en del af hans værker. 
Mange af Hirsts værker tager udgangspunkt i naturvidenskaben. Han er blandt andet kendt for en skulpturserie, hvor forskellige dyr er konserveret. Heri indgår The Physical Impossibility of Death in the Mind of Someone Living fra 1991, hvor en 18 fod lang tigerhaj er konserveret i formaldehyd i en glasmontre. Hirst fik megen medieopmærksomhed omkring dette og de øvrige værker, hvori døden ofte er en central del. Med værket fortsættes nature morte-traditionen fra billedkunsten, og det går igen i andre værker, f.eks. Pharmacy fra 1992, der er udstillet på Tate Modern.
I 1995 vandt Hirst Turnerprisen. 
Danske Arken har udstillet nogle af hans værker. Untitled (Birthday Card) fra 2001 findes i museets permanente samling.